# Tomaspisinella tettigoniella
Tomaspisinella tettigoniella is een halfvleugelig insect uit de familie schuimcicaden (Cercopidae). De wetenschappelijke naam van deze soort is voor het eerst geldig gepubliceerd in 1904 door Breddin.